# 525
| 525                |
| ------------------ |
| Dødsfald - Fødsler |
|                    |

| Gregoriansk kalender | 525 DXXV                |
| Ab urbe condita      | 1278                    |
| Armensk kalender     | I/T                     |
| Kinesiske kalender   | 3221 – 3222 甲辰 – 乙巳 |
| Etiopisk kalender    | 517 – 518               |
| Jødisk kalender      | 4285 – 4286             |
| Hindukalendere       |                         |
| - Vikram Samvat      | 580 – 581               |
| - Shaka Samvat       | 447 – 448               |
| - Kali Yuga          | 3626 – 3627             |
| Iransk kalender      | 97 BP – 96 BP           |
| Islamisk kalender    | 100 BH – 99 BH          |

Se også 525 (tal)

## Begivenheder
- Den kristne tidsangivelse, Anno Domini, udtænkes af munken Dionysius Exiguus.

## Dødsfald
- Boëthius, romersk filosof (henrettet)